# سرو مندوچینو
سرو مندوچینو (نام علمی: Cupressus pygmaea) نام یک گونه از سرده سرو است.